# 普适计算
普适计算，又称普存计算、普及计算、遍佈式計算、泛在计算，是软件工程和计算机科学中的一个概念，其中的「计算」可以随时随地执行。与桌面计算相比，普适计算可以使用任何设备、在任何地理位置和任何格式进行。当用户进行人机交互的时候，该计算机可以以各种形式存在，包括冰箱、平板电脑和终端机，甚至是一副眼镜。支持普适计算的基础技术包括互联网、高级中间件、操作系统、传感器、微处理器、新I/O和用户界面、网络、移动协议以及新资料。
普适计算是一个涉及研究范围很广的课题，包括分布式计算、移动计算、人工智能、嵌入式系统、感知网络以及信息融合等多方面技术的融合。

## 简介
普适计算的促进者希望嵌入到环境或日常工具中去的计算能够使人更自然的和计算机交互。而普适计算的显著目标之一则是使得计算机设备可以感知周围的环境变化，从而根据环境的变化做出自动的基于用户需要或者设定的行为。比如手机感知现在用户正在开会这个环境而自动切换为静音模式，并且自动答复来电者"主人正在开会"。这意味着普适计算不用去为了使用计算机而去寻找一台计算机。无论走到哪里，无论什么时间，都可以根据需要获得计算能力。现在热兴的物联网技术或许能看做普适计算的一个雏形。

### 历史
- 1988年，Mark Weiser提出了普适计算的思想，并预测计算模式会发展为普适计算。（另一说为1991年）
- 1990年代末，普适计算这一概念得到广泛关注，逐渐升温。
- 1999年，IBM正式提出普适计算的概念。
- 同年，召开第一届Ubicomp （页面存档备份，存于）国际会议。
- 2000年，第一届Pervasive Computing国际会议。
- 2002年，IEEE Pervasive Computing期刊创刊。

### 计算的进化
- 第一代，主机型计算（Mainframe computing）很多人共享一台大型机
- 第二代，个人机计算（personal computing）一个人在一台电脑上
- 第三代，网络计算（internet computing）一个人使用在互联网上的很多服务
- 第四代，普适计算（pervasive computing）许许多多的设备通过全球网络为许多人提供人格化（个性化）的服务

## 基本特征
- 分散性
- 多样性
- 连通性
- 简单性